# Helios 1

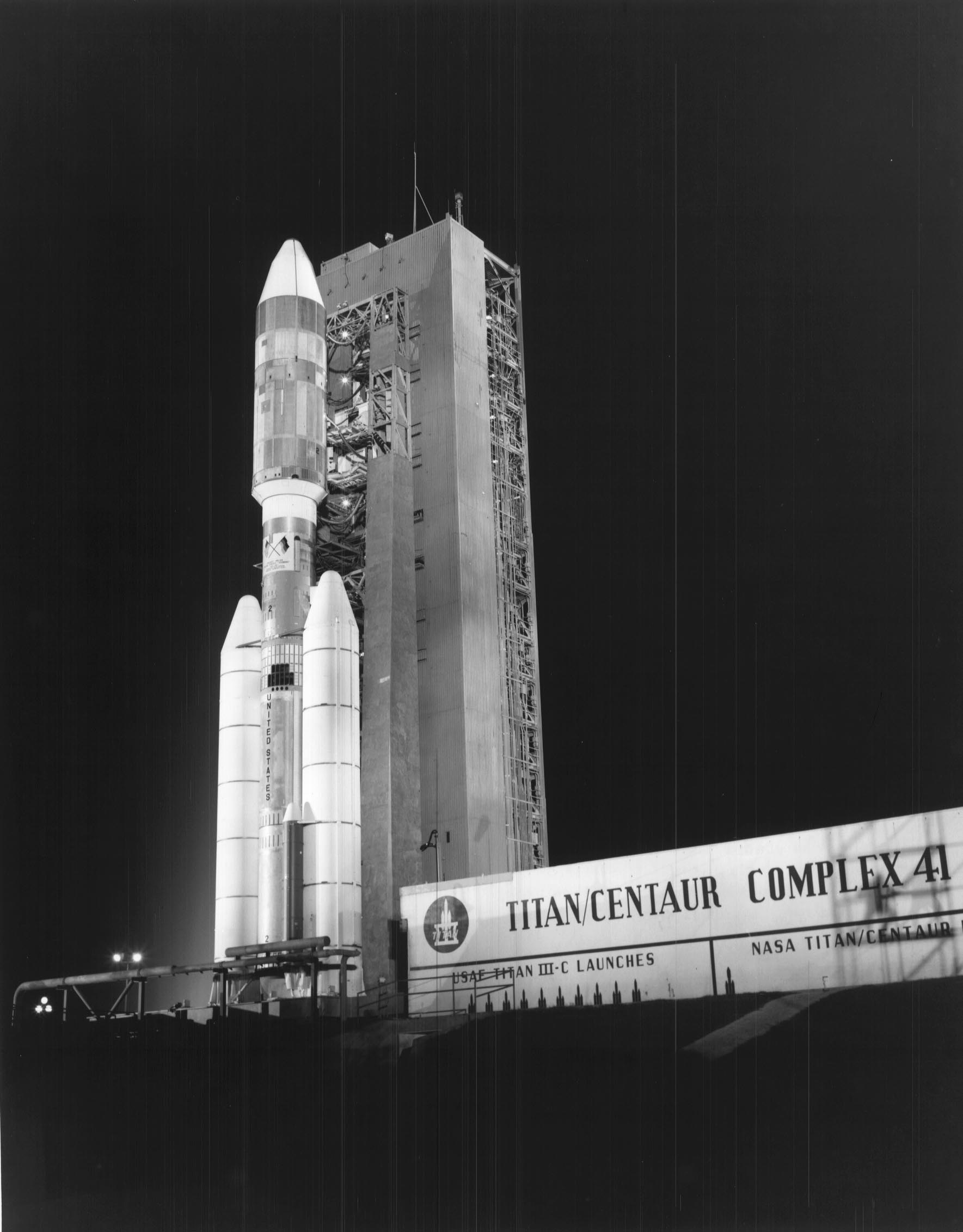
Rakieta nośna Titan IIIE, z sondą Helios A na pokładzie, na stanowisku startowym LC-41

Helios 1 (lub Helios A) – pierwsza amerykańsko-zachodnioniemiecka misja badająca przestrzeń pomiędzy Słońcem a Ziemią, i wpływ Słońca na tę przestrzeń. Misję, po stronie niemieckiej, realizowało Bundesministerium fuer Wissenschaftliche Forschung, a po stronie USA, Office of Space Science Applications NASA. 

## Cele
- Prowadzenie pionierskich pomiarów ośrodka międzyplanetarnego pomiędzy Ziemią a Słońcem

## Opis i przebieg misji
Helios 1 był pierwszym statkiem w podwójnej misji amerykańsko-zachodnioniemieckiej (drugi to Helios 2). Eksperymenty zostały opracowane przez naukowców z RFN (Bundesministerium fuer Wissenschaftliche Forschung) i USA (Office of Space Science Applications NASA). NASA odpowiadała także za rakietę nośną Titan 3E. Całkowity koszt misji wyniósł 260 milionów dolarów, z czego strona niemiecka pokryła 180 milionów.
Sonda została wystrzelona 10 grudnia 1974 z kosmodromu Cape Canaveral Space Force Station na Florydzie. 15 marca 1975 przeleciała w odległości niecałych 47 milionów km od Słońca (ok. 0,3 au) z prędkością 252 792 km/h – było to największe w historii zbliżenie statku kosmicznego do Słońca, a także największa prędkość osiągnięta przez sondę kosmiczną. Helios 1 przesyłał dane do 1982 roku. Odebrane dane wykazały m.in., że w pobliżu Słońca jest 15 razy więcej mikrometeoroidów niż w pobliżu Ziemi.

## Budowa sondy
Statek został wyposażony w dwa wysięgniki i 32-metrowy dipol elektryczny. Oś obrotu sondy była prostopadła do ekliptyki, a nominalna szybkość obrotu wynosiła 1 obr./sek, dzięki czemu powierzchnia sondy była równo ogrzewana przez Słońce i urządzenia się nie przegrzewały. 90% docierającego ciepła było odbijane przez specjalne lustra. Zewnętrzna powłoka statku była dielektryczna. Prędkość przesyłu informacji wynosiła od 8 do 4096 bps (każda wielokrotność 2). Gdy statek znajdował się w peryhelium, pracował zwykle przy szybkości 64 – 256 bps, a w aphelium – na najwyższej prędkości. 
Dipolowa antena 32-metrowa, w wyniku niepoprawnego rozłożenia się jednego z ramion, musiała pracować jako antena monopolowa.

## Ładunek
- Magnetometr transduktorowy dla zmian pola; wysięgnik 2,75 m; zakresy +/- 100 nT (rozdzielczość 0,2 nT) i +/- 400 nT (0,8 nT); powyżej 4 Hz,
- Magnetometr transduktorowy dla średnich pól – posiadał 4 zakresy pomiarowe: +/- 16; 48; 144 i 432 nT (każdy z czujników). Rozdzielczości zakresów wynosiły odpowiednio: 0,03; 0,09; 0,28 i 0,84 nT. Co 36 godzin odbywało się ustalanie poziomu zerowego,
- Magnetometr badający składową magnetyczną fal elektromagnetycznych wiatru słonecznego; zakres od +/- 8,75 do +/- 275 nT (4 – 128 Hz),
- Fine Frequency, Coarse Time Resolution Spectrum Analysis – umieszczony na 32-metrowym wysięgniku; 1 Hz – 200 kHz,
- Eksperyment fal radiowych; 26,5 – 3000 kHz; umieszczony na wysięgniku 32-metrowym,
- Eksperyment promieni kosmicznych (6,8 kg; 8,8 W) – badał wysokoenergetyczne, naładowane, cząstki promieniowania kosmicznego pochodzenia odsłonecznego, planetarnego i galaktycznego. Rejestrowane były protony i cząstki alfa o energiach > 1,3 MeV/nukleon, i elektrony > 0,3 MeV. Instrument miał pole widzenia 55° i składał się z 7 półprzewodnikowych detektorów, licznika scyntylacyjnego i osłaniającego całość, cylindra antykoincydencyjnego. Protony i cząstki alfa były mierzone w 6 kanałach (1,3–3,3; 3,3–13; 13–27; 27–37; 37–45; > 45 MeV/nukleon), a elektrony w 5 kanałach (0,3–0,8; 0,8–2; 2–3; 3–4 i > 4 MeV),
- Eksperyment galaktycznych i słonecznych promieni kosmicznych; prom. X w zakresie 2 - 8 keV; elektrony 2 - 8 MeV; protony i cząstki alfa 20 – 56 MeV/nukleon; protony > 230 MeV,
- Detektory plazmy; pomiar elektronów o energiach 0,5 – 1660 eV,
- Detektor energetycznych elektronów i protonów; elektrony 20 – 1000 keV; protony 80 – 1000 keV,
- Eksperyment światła zodiakalnego (9,60 kg; 1,10 W) – składał się z trzech fotometrów skierowanych pod kątem (15°, 30° i 90°) do ekliptyki. Fotometry były czułe na światło widzialne, niebieskie i UV,
- Detektor i analizator mikrometeoroidów,
- Eksperyment mechaniki nieba.